# Mount Kelly
Mount Kelly ist ein 1110 m hoher und markanter Berg im ostantarktischen Viktorialand. Er ragt 5 km nordwestlich des Mount Burch und 17,5 km südöstlich des Gebirgskamms Platypus Ridge im Westen der Anare Mountains auf.
Teilnehmer der vom australischen Polarforscher Phillip Law im Jahr 1962 geleiteten Australian National Antarctic Research Expeditions benannten ihn nach Ronald M. Kelly, befehlshabender Offizier einer Amphibienfahrzeugeinheit der Australian Army bei dieser Forschungsreise.